# Vectaerovenator inopinatus
Vectaerovenator inopinatus — вид хижих динозаврів з клади Тетанури.
Його залишки були виявлені в 2019 році у геологічній формації Залізні піски в Шенклін, Острів Вайт. Динозавр був названий у 2020 році командою палеонтологів з Саутгемптонського університету в прес-релізі. Пізніше цього ж року вийшов науковий опис. Vectaerovenator виявлений в Аптський ярус крейдового періоду, близько 115 мільйонів років тому, і, за оцінками, він був довжиною 4 м.